# 津金寺
津金寺（つがねじ）は、長野県北佐久郡立科町にある天台宗の寺院。山号は慧日山。院号は修学院。本尊は聖観世音菩薩。かつては信濃国天台五山の一つと数えられた。

## 歴史
飛鳥時代の大宝2年（702年）に行基が聖観音を安置したのが始まりと伝えられている。鎌倉時代、滋野氏の庇護により寺運も隆盛し、建治2年（1276年）には天台宗で最も古い談義所が開かれた。応安年間（1368年 - 1375年）に穏海大僧正のとき、比叡山の修学院として、四宗兼学（天台宗、真言宗、法相宗、禅宗）の道場としたが、元亀3年（1572年）には天台宗に改宗した。
戦国時代、武田氏の庇護により天台宗に改宗したが、天正10年（1582年）織田信長の兵火で焼失、天正壬午の乱後に、依田康国によって再興された。
元禄15年（1702年）に観音堂を、文化10年（1813年）に仁王門を再建、天保7年（1836年）には妙見堂を建立した。
かつては戸隠山の顕光寺（戸隠神社）、長野市の善光寺，更級八幡の神宮寺（武水別神社）、駒ケ根市の光前寺と共に信濃国天台五山の一つと数えられていた。
昭和56年（1981年）弥陀堂を再建する。近年、長野県の郷土環境保全地域に指定された。
本尊の聖観世音菩薩は、行基が戸隠権現の霊験をうけ聖観音を刻んだと伝わり、現在でも佐久三十三番観音の札所の観音として信仰を集めている。また、津金寺は長野県佐久穂町の千手院と山梨県北杜市の津金寺(海岸寺)と共に「日本三津金寺」の1か寺となっている。

## 境内
本堂（阿弥陀堂）、観音堂、鐘楼、庫裡などが立ち並び、観音堂の裏山には承久2年（1220年）、嘉禄3年（1227年）の銘がある石造宝塔が3基ある。

## 御詠歌
津金寺に　
弘誓の船に　
棹差して　
巷の人を　
渡しこそすれ

## 文化財
- 津金寺滋野氏宝塔（長野県宝）
- 津金寺観音堂（立科町指定有形文化財）
- 仁王像（立科町指定有形文化財）
- 津金寺妙見堂（立科町指定有形文化財）

## 交通アクセス
千曲バス上房バス停下車。